# Chris Noth
Chris Noth, (født 13. november 1954 i Madison, Wisconsin), er en amerikansk skuespiller. Han er mest kend fra TV, dels som Mike Logan i serien Law & Order, dels som Mr. Big i tv-serien Sex and the City

## Filmografi

### Film
- Cast Away – 2000
- The Glass House – 2001
- The Perfect Man – 2005
- Sex and the City – 2008
- Sex and the City 2 – 2010

### TV-serier
- Gone – 2017
- Manhunt: Unabomber – 2017
- The Good Wife – 2009-2010
- Law& Order: Criminal Intent – 2005-2008
- Sex and the City – 1998-2004, 2008, 2010
- Law & Order – 1990-1995